# Pál Berendi
Pál Berendi (Budapeste, 30 de novembro de 1932 — 4 de setembro de 2019) foi um ex-futebolista húngaro, que atuava como meia.
Berendi faleceu em 4 de setembro de 2019, aos 86 anos de idade.

## Carreira
Pál Berendi fez parte do elenco da Seleção Húngara de Futebol na Copa do Mundo de 1958.